# Kostel svatého Štěpána (Velký Třebešov)
Kostel svatého Štěpána je římskokatolický filiální kostel ve Velkém Třebešově, patřící do farnosti Česká Skalice. Je chráněn jako kulturní památka České republiky.

## Historie
Podle první zmínky o obci z roku 1355 byl kostel farním kostelem v dobrušském děkanátu, faráře ztratil a filiálním kostelem se stal za husitských válek.

## Architektura
Původní gotický stavba byla rozšiřována v 17. století (kruchta je z roku 1687). Jednolodní zbarokovaná orientovaná obdélná stavba s pětibokým presbytářem, který je pozůstatkem původní gotické stavby a se třemi opěráky. Na severní straně je mohutná hranolová věž a obdélná sakristie. Loď je plochostropá, presbytář je zaklenut křížovou klenbou.

## Interiér
Inventář je převážně z druhé poloviny 17. století, obraz na hlavním oltáři je z poloviny 19. století. Kamenná křtitelnice pochází z 15. století. Uvnitř kostela je dochováno devět pozdně renesančních náhrobníků.

## Bohoslužby
Pravidelné bohoslužby se konají poslední neděli v měsíci od 15.00.